# 北京郵電大学
北京郵電大学（ペキンゆうでんだいがく、英: Beijing University of Posts and Telecommunications、BUPT）は、中華人民共和国の北京市海淀区に所在する国家重点大学である。開学は1955年である。得意分野である情報通信のほか、様々な学科が揃う中国の国立総合大学である。通称「北郵」（ぺゆう）。

## 概要
天津大学電気通信学部 電信電話コミュニケーション学科、無線通信学科と、重慶大学電信電話コミュニケーション学科を母体として前身の「北京郵電学院」が開学する。1986年より留学生の受入れ開始。
中国の情報通信分野で最先端をゆく研究を行う場所と自称するとおり、影響力のある工学部を持つ大学のひとつ。中国の大手通信企業や外資IT企業などでの就職力が相当強いと評されている。中国通信IT企業で管理職を担当している卒業生が一番多いという噂がある。
かつて中国政府の通信部門に所属していたため、国家事業としての通信学科の発展に最も寄与した大学という自負を持つ。現在でも中国政府の電気通信部署で管理職やコンサルタントとして活躍している卒業生を輩出している。しかし、電気通信を特徴としているため、他の分野では実績が少ないうえ、大学総合ランキングでは上位にあがらず、海外での認知度が低いという問題がある。その一方、国内での就職力が強いため、人気の面では難関大学である。中国全国統一選考による統計平均ランキングはかつて15-25位（2004年〜2009年の平均）と言われているが、南部地方では高偏差値の学生にあまり買われないのが実情である（一例として2017年の上海では、北京郵電大学は地元の上海交通大学にまで入試点数660点中559点に対する579点という大差をつけられている）。
卒業生は日本の通信IT業界でも認知されつつあり、日本の大手IT企業に採用される学生も少なくない。

## 沿革
- 1955年 北京郵電学院として創設。
- 1959年、1960年 北京電信大学と郵電科学技術大学の2つの大学が「北京郵電学院」に統合される。

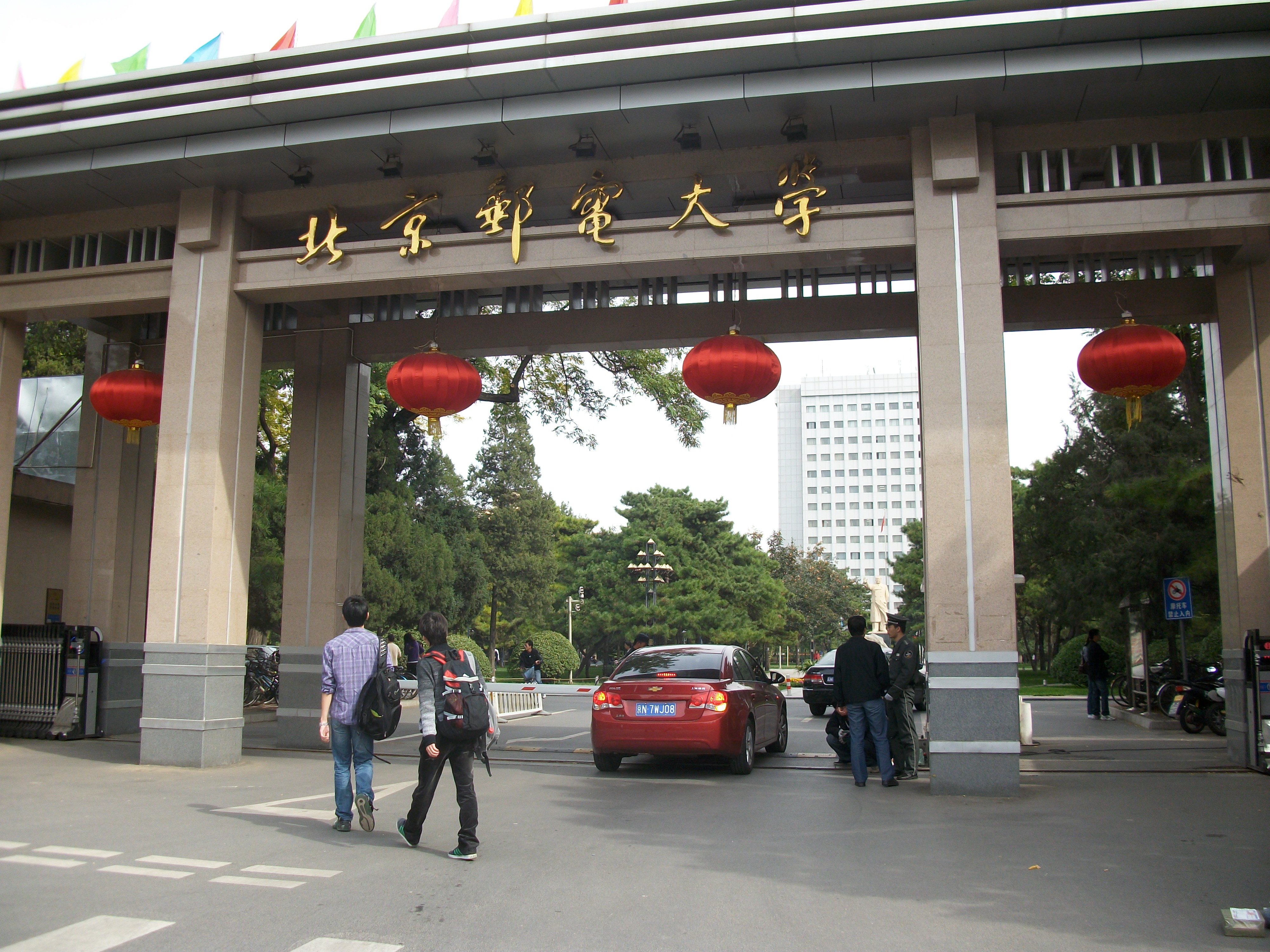
北京郵電大学

- 1993年 北京郵電大学と改称。

## 日本における協定校
- 電気通信大学
- 東北大学
- 学習院大学
- 甲南大学